# Rafael Gómez
Rafael Gómez Arguedas (ur. 14 maja 1960) – kubański zapaśnik walczący w stylu wolnym. Olimpijczyk z Moskwy 1980, gdzie odpadł w eliminacjach w kategorii 90 kg.
Srebrny medalista mistrzostw panamerykańskich w 1986. Triumfator Igrzysk Ameryki Środkowej i Karaibów w 1978, 1982 i 1986 roku.